# Vulaines-sur-Seine
Pour les articles homonymes, voir Vulaines (homonymie).
Vulaines-sur-Seine est une commune française située dans le département de Seine-et-Marne, en région Île-de-France.

## Géographie

### Localisation
Vulaines-sur-Seine se situe à 6 km de Fontainebleau et environ 65 km au sud-est de Paris.

### Géologie et relief
La commune est classée en zone de sismicité 1, correspondant à une sismicité très faible.

### Hydrographie

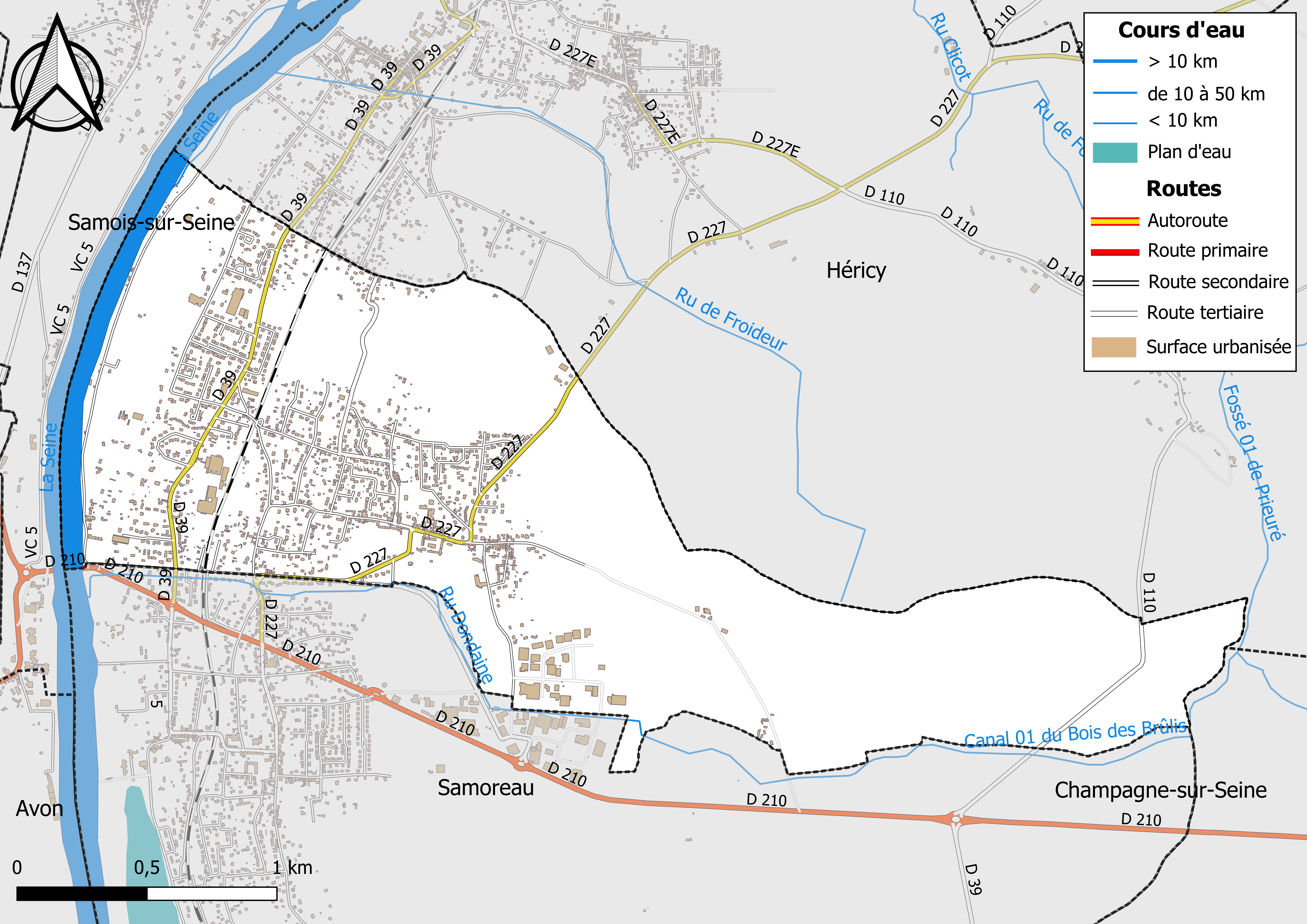
Carte des réseaux hydrographique et routier de Vulaines-sur-Seine.

Le réseau hydrographique de la commune se compose de quatre cours d'eau référencés :
- la Seine, fleuve long de 774,76 km[2], ainsi que :
  - un bras de 0,67 km[3] ;
  - le ru Dondaine, 2,55 km[4], affluent de la Seine ;
    - le canal 01 du Bois des Brûlis[Note 1], cours d'eau naturel de 2,80 km[5], qui conflue avec le ru Dondaine.

La longueur totale des cours d'eau sur la commune est de 0,49 km.

### Climat
Pour des articles plus généraux, voir Climat de l'Île-de-France et Climat de Seine-et-Marne.
En 2010, le climat de la commune est de type climat océanique dégradé des plaines du Centre et du Nord, selon une étude du CNRS s'appuyant sur une série de données couvrant la période 1971-2000. En 2020, Météo-France publie une typologie des climats de la France métropolitaine dans laquelle la commune est exposée à un climat océanique altéré et est dans la région climatique Nord-est du bassin Parisien, caractérisée par un ensoleillement médiocre, une pluviométrie moyenne régulièrement répartie au cours de l’année et un hiver froid (3 °C).
Pour la période 1971-2000, la température annuelle moyenne est de 11,2 °C, avec une amplitude thermique annuelle de 15,6 °C. Le cumul annuel moyen de précipitations est de 698 mm, avec 11,4 jours de précipitations en janvier et 7,7 jours en juillet. Pour la période 1991-2020, la température moyenne annuelle observée sur la station météorologique la plus proche, située sur la commune de Fontainebleau à 5 km à vol d'oiseau, est de 11,1 °C et le cumul annuel moyen de précipitations est de 740,1 mm,. Pour l'avenir, les paramètres climatiques de la commune estimés pour 2050 selon différents scénarios d'émission de gaz à effet de serre sont consultables sur un site dédié publié par Météo-France en novembre 2022.
| Mois                                  | jan.           | fév.            | mars           | avril         | mai             | juin          | jui.          | août           | sep.            | oct.            | nov.             | déc.             | année      |
| ------------------------------------- | -------------- | --------------- | -------------- | ------------- | --------------- | ------------- | ------------- | -------------- | --------------- | --------------- | ---------------- | ---------------- | ---------- |
| Température minimale moyenne (°C)     | 0,5            | 0               | 1,8            | 3,7           | 7,5             | 10,8          | 12,6          | 12,1           | 8,8             | 6,4             | 3                | 1,1              | 5,7        |
| Température moyenne (°C)              | 3,8            | 4,3             | 7,4            | 10,2          | 13,8            | 17,2          | 19,5          | 19,1           | 15,4            | 11,5            | 7                | 4,3              | 11,1       |
| Température maximale moyenne (°C)     | 7,2            | 8,7             | 12,9           | 16,6          | 20,1            | 23,6          | 26,3          | 26,2           | 21,9            | 16,6            | 10,9             | 7,6              | 16,5       |
| Record de froid (°C) date du record   | −16,1 08.01.10 | −15,9 07.02.12  | −14,6 01.03.05 | −8,5 08.04.03 | −3,9 05.05.1996 | −1 04.06.01   | 3 11.07.1990  | 1,8 30.08.1993 | −1,5 30.09.1995 | −5,5 17.10.1992 | −14,3 24.11.1998 | −12,6 29.12.1996 | −16,1 2010 |
| Record de chaleur (°C) date du record | 17 05.01.1999  | 22,5 24.02.1990 | 26,8 31.03.21  | 29,1 20.04.18 | 33,6 28.05.17   | 38,5 18.06.22 | 42,7 25.07.19 | 40,9 12.08.03  | 35,3 08.09.23   | 29,3 02.10.23   | 22,6 07.11.15    | 17,7 07.12.00    | 42,7 2019  |
| Précipitations (mm)                   | 57,6           | 54,1            | 52,9           | 59,4          | 67              | 59,8          | 62,2          | 59,3           | 60,7            | 68,4            | 66,8             | 71,9             | 740,1      |

### Milieux naturels et biodiversité

#### Espaces protégés
La protection réglementaire est le mode d’intervention le plus fort pour préserver des espaces naturels remarquables et leur biodiversité associée,.
Deux espaces protégés sont présents dans la commune : 
- l'« Ile de Thérouanne », objet d'un arrêté préfectoral de protection de biotope, d'une superficie de 1 ha[15].
- la zone de transition de la réserve de biosphère « Fontainebleau et Gâtinais », créée en 1998 et d'une superficie totale de 150 544 ha (95 595 ha pour la zone de transition). Cette réserve de biosphère, d'une grande biodiversité, comprend trois grands ensembles : une grande moitié ouest à dominante agricole, l’emblématique forêt de Fontainebleau au centre, et le Val de Seine à l’est. La structure de coordination est l'Association de la Réserve de biosphère de Fontainebleau et du Gâtinais, qui comprend un conseil scientifique et un Conseil Education, unique parmi les Réserves de biosphère françaises[16],[17].

#### Zones naturelles d'intérêt écologique, faunistique et floristique
L’inventaire des zones naturelles d'intérêt écologique, faunistique et floristique (ZNIEFF) a pour objectif de réaliser une couverture des zones les plus intéressantes sur le plan écologique, essentiellement dans la perspective d’améliorer la connaissance du patrimoine naturel national et de fournir aux différents décideurs un outil d’aide à la prise en compte de l’environnement dans l’aménagement du territoire.
Le territoire communal de Vulaines-sur-Seine comprend une ZNIEFF de type 1,,, 
la « forêt domaniale de Champagne » (487,55 ha), couvrant 5 communes du département, et deux ZNIEFF de type 2, : 
- les « Bois de Valence et de Champagne » (3 706,85 ha), couvrant 9 communes du département[20] ;
- la « vallée de la Seine entre Melun et Champagne-sur-Seine » (1 062,65 ha), couvrant 15 communes du département[21].

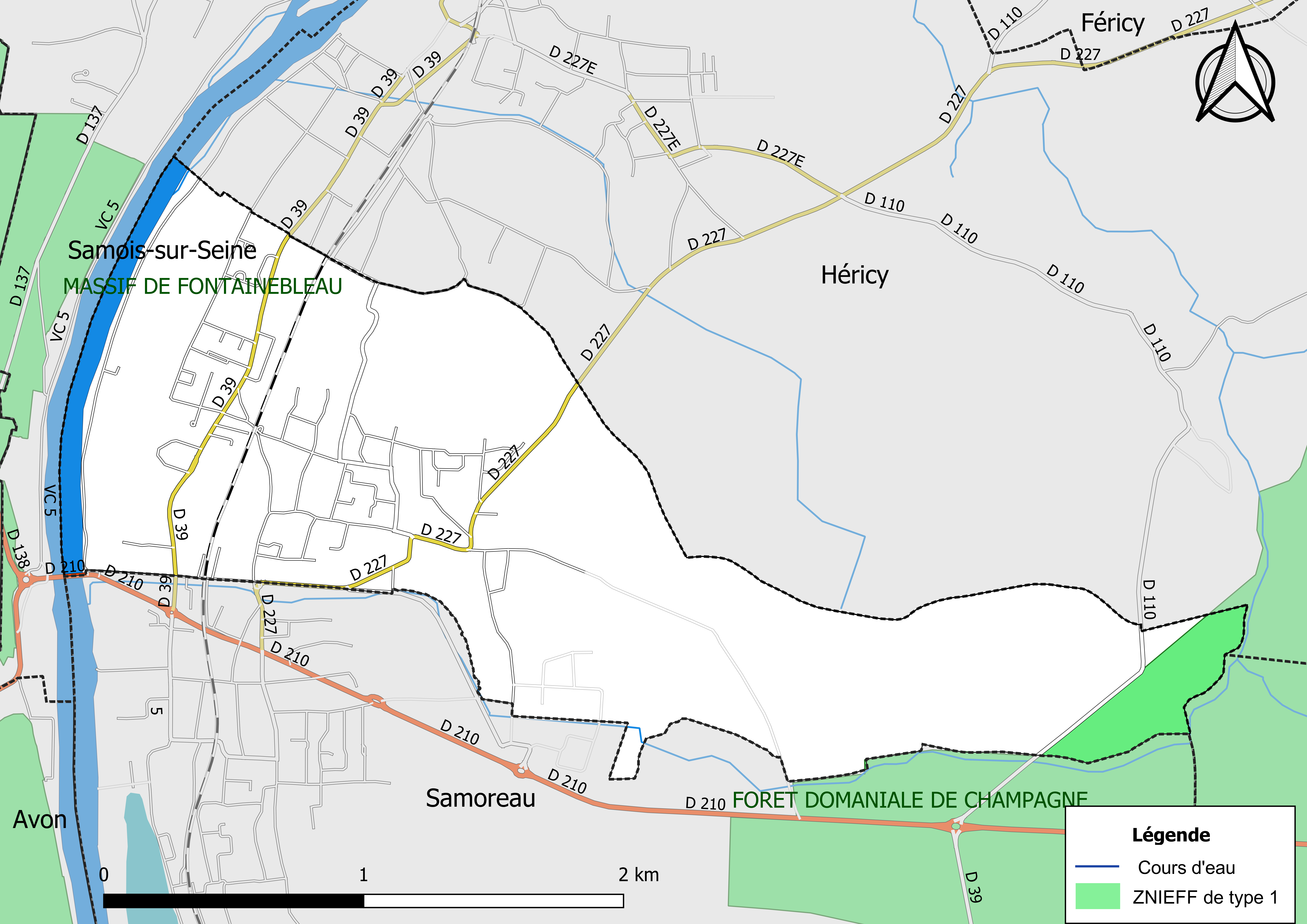
Carte des ZNIEFF de type 1 de la commune.
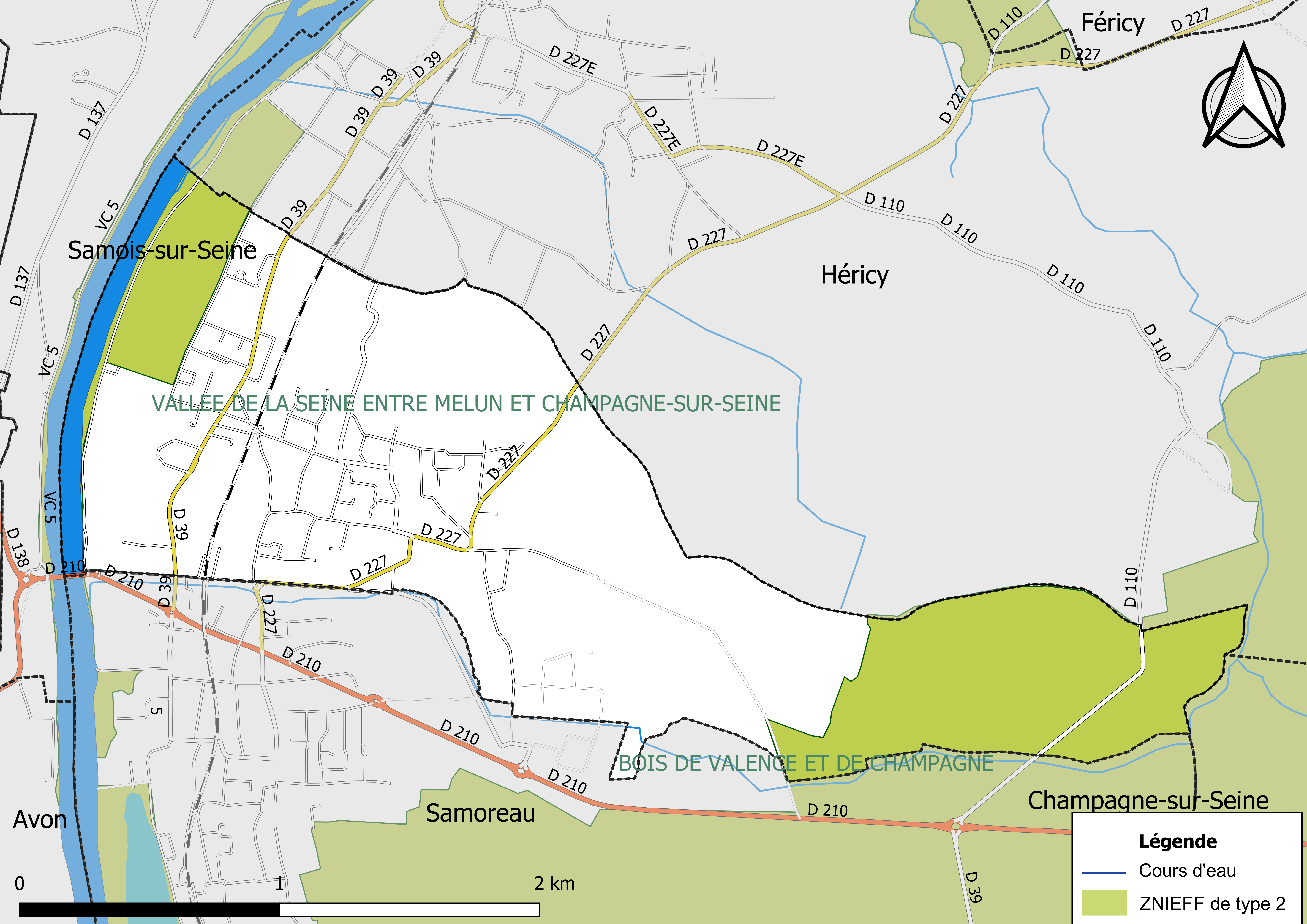
Carte des ZNIEFF de type 2 de la commune.

## Urbanisme

### Typologie
Au 1er janvier 2024, Vulaines-sur-Seine est catégorisée ceinture urbaine, selon la nouvelle grille communale de densité à sept niveaux définie par l'Insee en 2022.
Elle appartient à l'unité urbaine de Fontainebleau, une agglomération intra-départementale regroupant cinq  communes, dont elle est une commune de la banlieue,,. Par ailleurs la commune fait partie de l'aire d'attraction de Paris, dont elle est une commune de la couronne,. Cette aire regroupe 1 929 communes,.

### Lieux-dits et écarts
La commune compte 42 lieux-dits administratifs répertoriés consultables ici (source : le fichier Fantoir).

### Occupation des sols
L'occupation des sols de la commune, telle qu'elle ressort de la base de données européenne d’occupation biophysique des sols Corine Land Cover (CLC), est marquée par l'importance des territoires artificialisés (42,6 % en 2018), en augmentation par rapport à 1990 (38,9 %). La répartition détaillée en 2018 est la suivante : 
zones urbanisées (42,6 %), terres arables (29,6 %), forêts (25,7 %), eaux continentales (2,1 %).
Parallèlement, L'Institut Paris Région, agence d'urbanisme de la région Île-de-France, a mis en place un inventaire numérique de l'occupation du sol de l'Île-de-France, dénommé le MOS (Mode d'occupation du sol), actualisé régulièrement depuis sa première édition en 1982. Réalisé à partir de photos aériennes, le Mos distingue les espaces naturels, agricoles et forestiers mais aussi les espaces urbains (habitat, infrastructures, équipements, activités économiques, etc.) selon une classification pouvant aller jusqu'à 81 postes, différente de celle de Corine Land Cover,,. L'Institut met également à disposition des outils permettant de visualiser par photo aérienne l'évolution de l'occupation des sols de la commune entre 1949 et 2018.

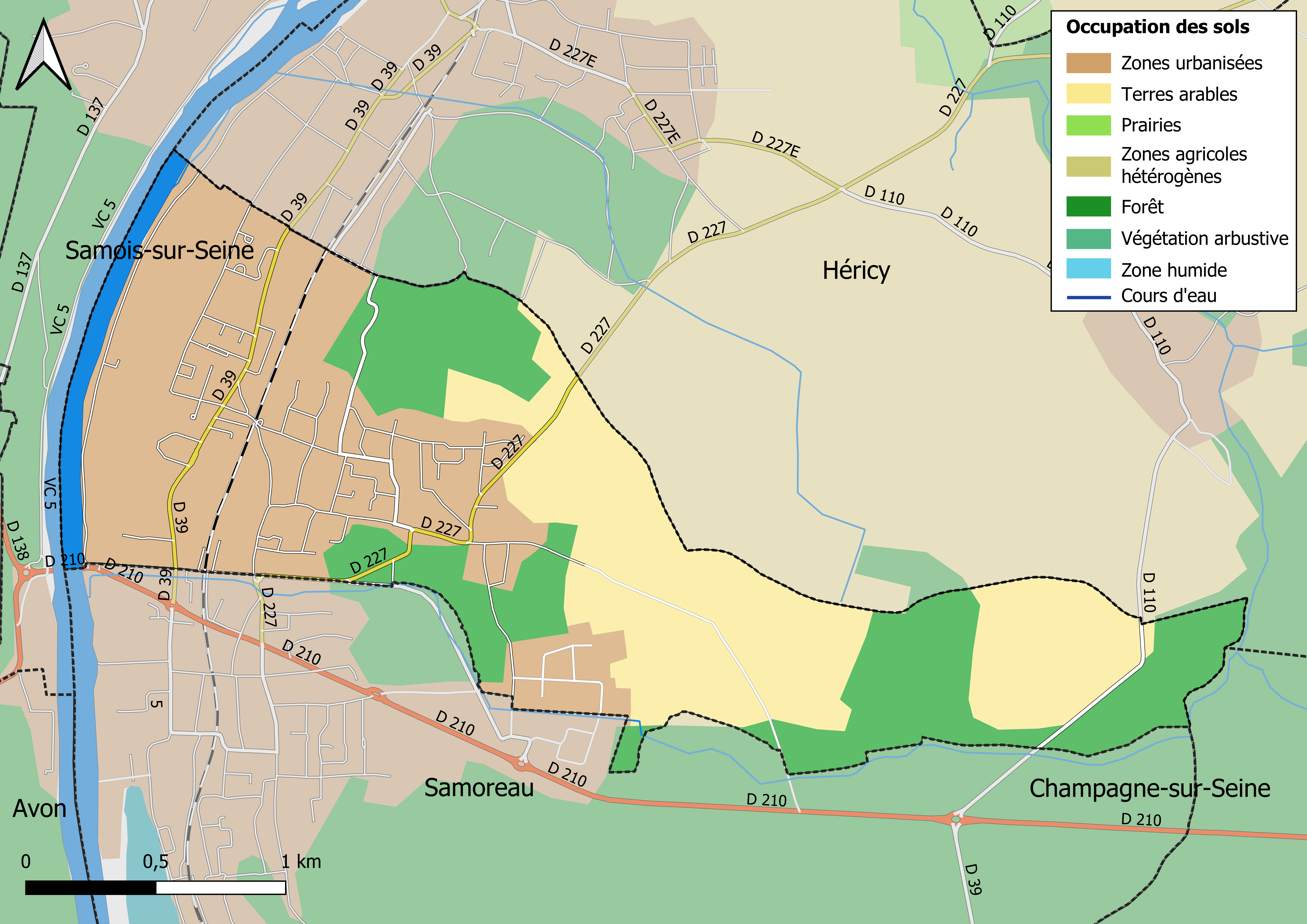
Carte des infrastructures et de l'occupation des sols en 2018 (CLC) de la commune.
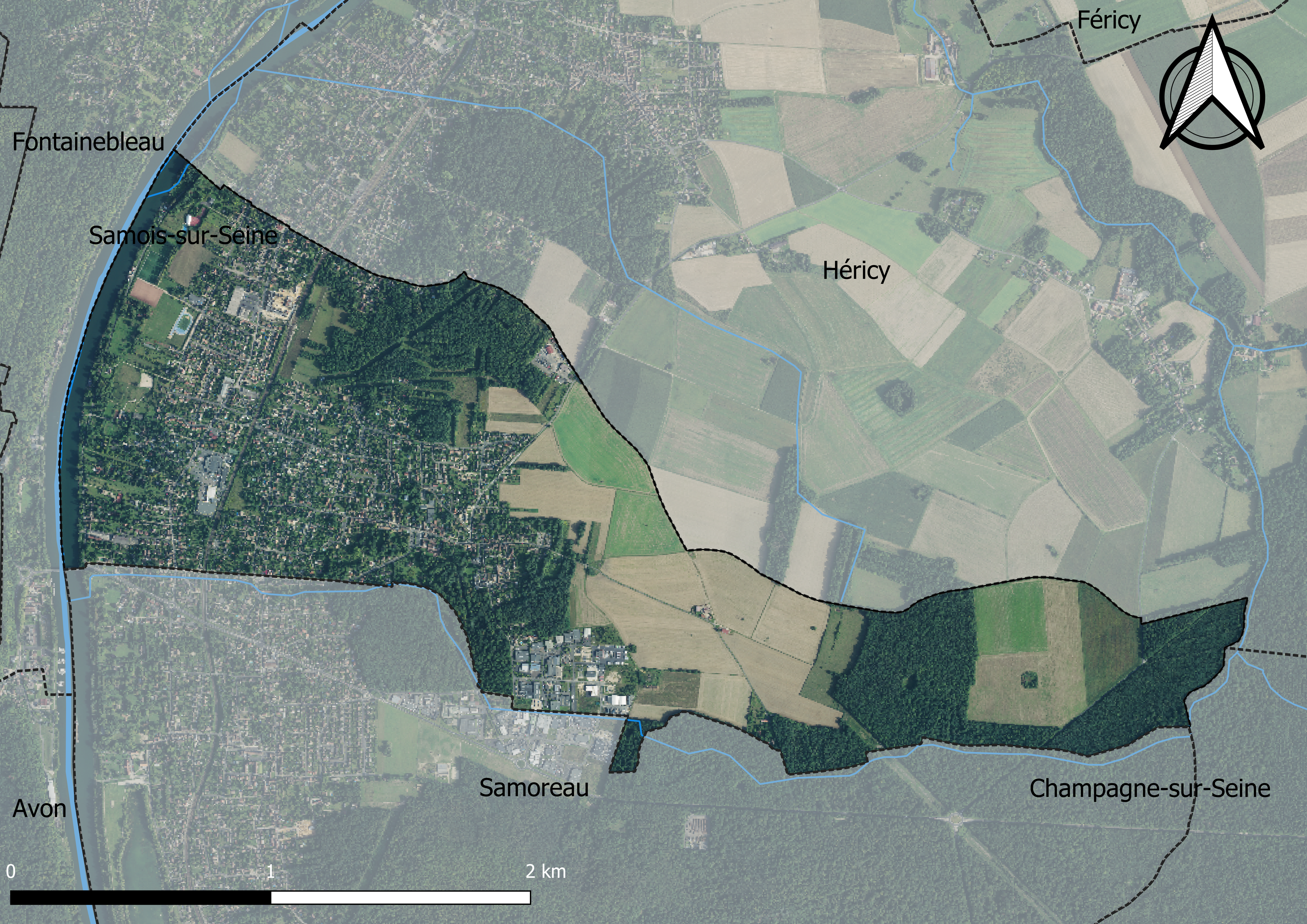
Carte orhophotogrammétrique de la commune.

### Planification
La loi SRU du 13 décembre 2000 a incité les communes à se regrouper au sein d’un établissement public, pour déterminer les partis d’aménagement de l’espace au sein d’un SCoT, un document d’orientation stratégique des politiques publiques à une grande échelle et à un horizon de 20 ans et s'imposant aux documents d'urbanisme locaux, les PLU (Plan local d'urbanisme). La commune est dans le territoire du SCOT Fontainebleau et sa région, approuvé le 26 mai 2013 et porté par le syndicat mixte d’études et de programmation (SMEP) de Fontainebleau et sa région.
La commune disposait en 2019 d'une carte communale approuvée.

### Logement
En 2016, le nombre total de logements dans la commune était de 1 098 dont 95,1 % de maisons et 4 % d’appartements.
Parmi ces logements, 90,5 % étaient des résidences principales, 4 % des résidences secondaires et 5,5 % des logements vacants.
La part des ménages fiscaux propriétaires de leur résidence principale s’élevait à 89,7 % contre 9 % de locataires, dont 1,7 % de logements HLM loués vides (logements sociaux) et 1,3 % logés gratuitement.

### Voies de communication et transports

#### Transports
La commune est desservie par une gare du Transilien, sur la ligne R à l'arrêt Gare de Vulaines-sur-Seine - Samoreau.
Véolia Transport assure le réseau bus qui compte 3 lignes (lignes 4,5 et 6) passant par Vulaines et à destination de Fontainebleau-Avon ainsi que de sa gare.

## Toponymie
Le nom de la localité est mentionné sous les formes villa Velcina en 790 ; Villaines en 1445 ; Vulaines en 1459 ; Vulayne en 1614 ; Vuillaine en 1692 ; Vulaine en 1793 ; Vulaines en 1801, devenu officiellement Vulaines-sur-Seine au XIXe siècle pour le distinguer de Vulaines-lès-Provins.
La première mention écrite du nom est villa Velcina. Cela renvoie à « villa », une exploitation agricole de grande taille possédant des bâtiments d’exploitation. La villa est une création romaine dont le nom a été donné aux fondations ultérieures (du VIe au XIIe siècle). En rapport avec les autres villages ou hameaux environnants, Samoreau, Héricy et La Brosse au XIIe siècle et même Fontaineroux en 1279. Tout cela signifie qu'une grande propriété gallo-romaine ou mérovingienne existait peut être à l'emplacement du village.

## Politique et administration

### Jumelages
| Ville | Ville | Pays | Pays        |
| ----- | ----- | ---- | ----------- |
|       | Barby |      | Royaume-Uni |

## Équipements et services

### Eau et assainissement
L’organisation de la distribution de l’eau potable, de la collecte et du traitement des eaux usées et pluviales relève des communes. La loi NOTRe de 2015 a accru le rôle des EPCI à fiscalité propre en leur transférant cette compétence. Ce transfert devait en principe être effectif au 1er janvier 2020, mais la loi Ferrand-Fesneau du 3 août 2018 a introduit la possibilité d’un report de ce transfert au 1er janvier 2026,.

#### Assainissement des eaux usées
En 2020, la gestion du service d'assainissement collectif de la commune de Vulaines-sur-Seine est assurée par la communauté d'agglomération du Pays de Fontainebleau (CAPF) pour la collecte, le transport et la dépollution. Ce service est géré en délégation par une entreprise privée, dont le contrat arrive à échéance le 31 décembre 2029,,.
L’assainissement non collectif (ANC) désigne les installations individuelles de traitement des eaux domestiques qui ne sont pas desservies par un réseau public de collecte des eaux usées et qui doivent en conséquence traiter elles-mêmes leurs eaux usées avant de les rejeter dans le milieu naturel. La communauté d'agglomération du Pays de Fontainebleau (CAPF) assure pour le compte de la commune le service public d'assainissement non collectif (SPANC), qui a pour mission de vérifier la bonne exécution des travaux de réalisation et de réhabilitation, ainsi que le bon fonctionnement et l’entretien des installations. Cette prestation est déléguée à l'entreprise Veolia, dont le contrat arrive à échéance le 31 décembre 2029,.

#### Eau potable
En 2020, l'alimentation en eau potable est assurée par la communauté d'agglomération du Pays de Fontainebleau (CAPF) qui en a délégué la gestion à une entreprise privée, dont le contrat expire le 31 décembre 2029,.

## Population et société

### Démographie
L'évolution du nombre d'habitants est connue à travers les recensements de la population effectués dans la commune depuis 1793. Pour les communes de moins de 10 000 habitants, une enquête de recensement portant sur toute la population est réalisée tous les cinq ans, les populations de référence des années intermédiaires étant quant à elles estimées par interpolation ou extrapolation. Pour la commune, le premier recensement exhaustif entrant dans le cadre du nouveau dispositif a été réalisé en 2006.

En 2022, la commune comptait 2 720 habitants, en évolution de +0,33 % par rapport à 2016 (Seine-et-Marne : +3,92 %, France hors Mayotte : +2,11 %).
| 1793 | 1800 | 1806 | 1821 | 1831 | 1836 | 1841 | 1846 | 1851 |
| ---- | ---- | ---- | ---- | ---- | ---- | ---- | ---- | ---- |
| 154  | 154  | 158  | 175  | 210  | 238  | 241  | 243  | 242  |

| 1856 | 1861 | 1866 | 1872 | 1876 | 1881 | 1886 | 1891 | 1896 |
| ---- | ---- | ---- | ---- | ---- | ---- | ---- | ---- | ---- |
| 256  | 255  | 279  | 284  | 292  | 293  | 301  | 333  | 359  |

| 1901 | 1906 | 1911 | 1921 | 1926 | 1931 | 1936 | 1946 | 1954 |
| ---- | ---- | ---- | ---- | ---- | ---- | ---- | ---- | ---- |
| 345  | 337  | 361  | 424  | 398  | 455  | 473  | 510  | 683  |

| 1962 | 1968 | 1975  | 1982  | 1990  | 1999  | 2006  | 2011  | 2016  |
| ---- | ---- | ----- | ----- | ----- | ----- | ----- | ----- | ----- |
| 852  | 903  | 1 107 | 1 685 | 2 047 | 2 065 | 2 429 | 2 640 | 2 711 |

| 2021  | 2022  | - | - | - | - | - | - | - |
| ----- | ----- | - | - | - | - | - | - | - |
| 2 731 | 2 720 | - | - | - | - | - | - | - |

### Festivités et évènements
- Concours de piano organisé tous les ans.
- Quelques divertissements ont lieu à la salle G.-Cresson tous les ans.

## Économie

### Revenus de la population et fiscalité
En 2018, le nombre de ménages fiscaux de la commune était de 998 (dont 76 % imposés), représentant 2 660 personnes et la  médiane du revenu disponible par unité de consommation  de 29 030 euros.

### Emploi
En 2017 , le nombre total d’emplois dans la zone était de 830, occupant 1 123 actifs  résidants.
Le taux d'activité de la population (actifs ayant un emploi) âgée de 15 à 64 ans s'élevait à 66,8 % contre un taux de chômage de 6,5 %.
Les 26,7 % d’inactifs se répartissent de la façon suivante : 12,6 % d’étudiants et stagiaires non rémunérés, 7,4 % de retraités ou préretraités et 6,7 % pour les autres inactifs.

### Entreprises et commerces
En 2018, le nombre d'établissements actifs était de 215 dont 12 dans l’industrie manufacturière, industries extractives et autres, 17 dans la construction, 79 dans le commerce de gros et de détail, transports, hébergement et restauration, 8 dans l’information et communication, 9 dans les activités financières et d'assurance, 5 dans les activités immobilières, 44 dans les activités spécialisées, scientifiques et techniques et activités de services administratifs et de soutien, 22 dans l’administration publique, enseignement, santé humaine et action sociale et 19  étaient relatifs aux autres activités de services.
En 2019,  27 entreprises ont été créées sur le territoire de la commune, dont 23 individuelles.
Au 1er janvier 2020, la commune ne disposait pas d’hôtel et de terrain de camping.

### Agriculture
Vulaines-sur-Seine est dans la petite région agricole dénommée le « Pays de Bière et Forêt de Fontainebleau », couvrant le Pays de Bière et la forêt de Fontainebleau. En 2010, l'orientation technico-économique de l'agriculture sur la commune est la culture de céréales et d'oléoprotéagineux (COP).
Si la productivité agricole de la Seine-et-Marne se situe dans le peloton de tête des départements français, le département enregistre un double phénomène de disparition des terres cultivables (près de 2 000 ha par an dans les années 1980, moins dans les années 2000) et de réduction d'environ 30 % du nombre d'agriculteurs dans les années 2010. Cette tendance se retrouve au niveau de la commune où le nombre d’exploitations est passé de 2 en 1988 à 1 en 2010. Parallèlement, la taille de ces exploitations augmente, passant de 62 ha en 1988 à 128 ha en 2010.
Le tableau ci-dessous présente les principales caractéristiques des exploitations agricoles de Vulaines-sur-Seine, observées sur une période de 22 ans : 
|                                      | 1988 | 2000 | 2010 |
| ------------------------------------ | ---- | ---- | ---- |
| Dimension économique,                |      |      |      |
| Nombre d’exploitations (u)           | 2    | 1    | 1    |
| Travail (UTA)                        | 4    | 1    | 1    |
| Surface agricole utilisée (ha)       | 123  | 129  | 128  |
| Cultures                             |      |      |      |
| Terres labourables (ha)              | s    | s    | s    |
| Céréales (ha)                        | s    | s    | s    |
| dont blé tendre (ha)                 | s    | s    | s    |
| dont maïs-grain et maïs-semence (ha) | s    | s    | s    |
| Tournesol (ha)                       | s    |      |      |
| Colza et navette (ha)                | s    | s    | s    |
| Élevage                              |      |      |      |
| Cheptel (UGBTA)                      | 36   | 18   | 4    |

## Culture locale et patrimoine

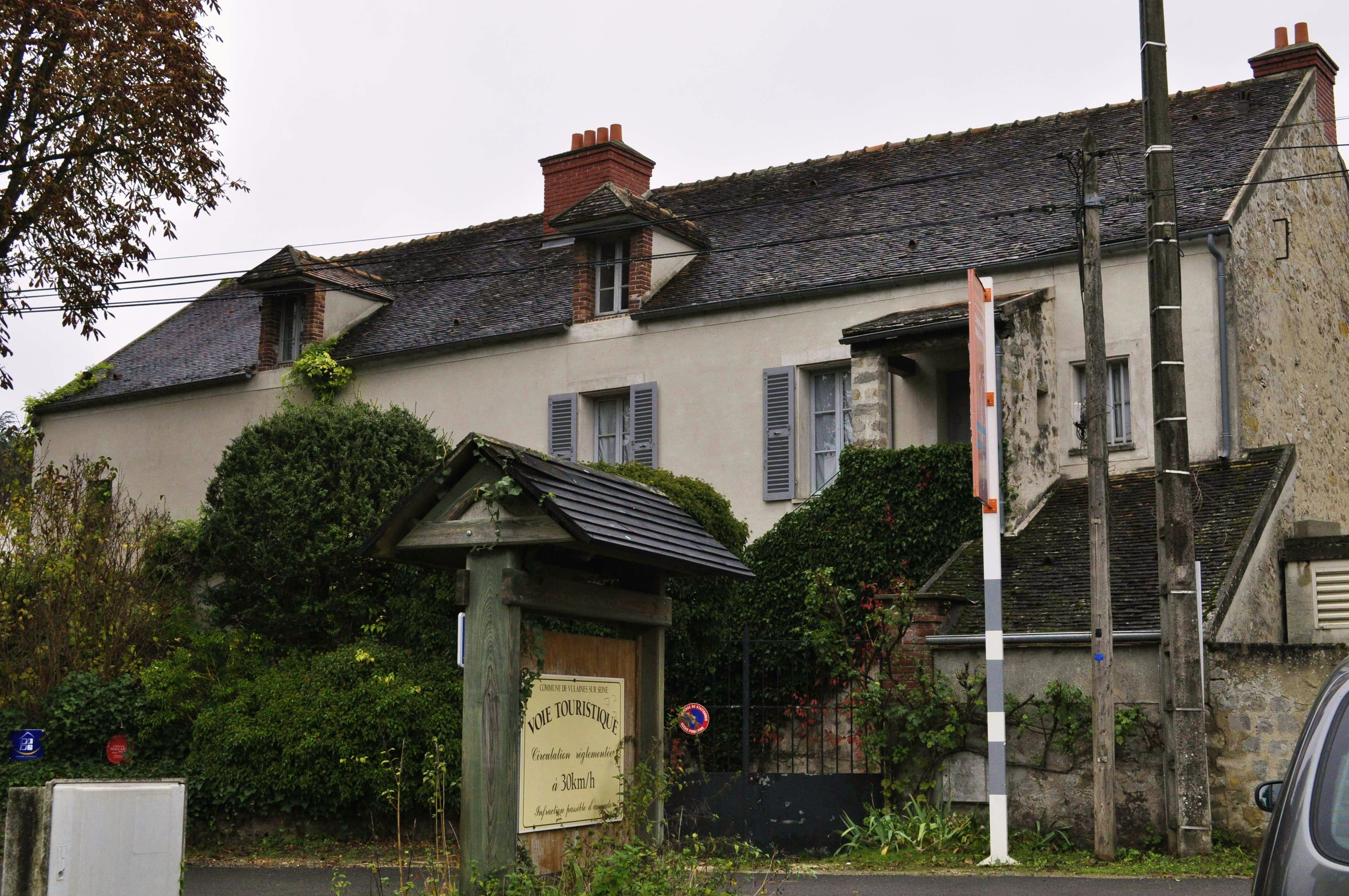
Musée départemental Stéphane-Mallarmé, ancien lieu de villégiature du poète.

### Lieux et monuments
- le Musée départemental Stéphane Mallarmé,  Inscrit MH (1946)[57] ;
- l'église Saint-Éloi ;
- la Péniche de la Maison de l'Eau des Maisons du Bornage ;
- le Château des Brullys, devenu une maison de retraite. C'est une résidence privée de l'association France Horizon.

### Personnalités liées à la commune
- Robert de Cotte (1656-1735), seigneur de Vulaines de 1716 à 1719[réf. nécessaire] ;
- Berthe Morisot (1841-1895), et sa fille Julie Manet (1878-1966), artistes peintres, y séjournèrent maintes fois[réf. nécessaire] ;
- Stéphane Mallarmé (1842-1898), poète, y est mort ;
- Jean Valnet (1920-1995), médecin chirurgien, phytothérapeute, aromathérapeute, y est mort ;
- Cipa Godebski (1875-1937), écrivain, y est mort ;
- Bernard Baissait (1948-), graphiste, né à Samoreau y vit[réf. nécessaire].

### Héraldique, logotype et devise
| Blason de la ville de Vulaines-sur-Seine | Les armes de la ville de Vulaines-sur-Seine se blasonnent ainsi : « Écu de gueules à chef et bande d’azur meublé au cœur d’une nef d’argent sur une rivière ondée d’or, accompagné de deux épis de blé et d’un brin de muguet d’or à dextre et d’une balance du même à senestre. » |

La nef rappelle la Seine, la balance l’orfèvre Saint Éloi patron de Vulaines-sur-Seine, le blé et le muguet Saint Fiacre patron de la confrérie des jardiniers.